# 赵栋 (宋朝)
温国公趙栋（1119年—？），宋朝宗室。 
宋朝第八代皇帝宋徽宗赵佶的第二十七子，生年在1119年，生母不详，宣和元年正月廿六癸酉（1119年3月9日），宋徽宗封子赵栋为温国公。随后靖康之变爆发，趙栋等宋徽宗几个幼子都没有来得及封王爵。